# Castelo Ardencaple
O Castelo Ardencaple (em inglês:  Ardencaple Castle) é um castelo localizado em Helensburgh, Argyll and Bute, Escócia.
Encontra-se classificado na categoria "B" do "listed building" desde 14 de maio de 1971.